# Nudo sopra Vicebsk
Nudo sopra Vicebsk è un dipinto a olio su tela (87x113 cm) realizzato nel 1933 dal pittore Marc Chagall.
È conservato in una collezione privata.
Il dipinto mostra la città di Vicebsk in una giornata bigia, dalle tinte dichiaratamente invernali. Alla sinistra della tela, in primo piano, un vaso di rose rosse rompe la monocromia della superficie pittorica, in evidente contrasto con lo sfondo della città. La parte superiore è interamente occupata, anziché dal cielo, da un nudo femminile ritratto di schiena, che giace raccolto su di un lenzuolo bianco.